# أذينة كوتشي
أذينة كوتشي[بحاجة لمصدر] (باللاتينية: Phlomis kotschyana) نوع نباتي يتبع جنس الأذينة من الفصيلة الشفوية. سمي تكريما لعالم النبات كوتشي.

## الموئل والانتشار
موطن هذا النوع بلاد الشام وتركيا.

## مرادفات للاسم العلمي
- (باللاتينية: Phlomis cordata Boiss. & Kotschy)